# Hofanlage Mühlendeich 37
Die ehemalige Hofanlage Mühlendeich 37 (ehemals Mühlendeich 22) an der Wörpe in der niedersächsischen Gemeinde Lilienthal-Klostermoor im Landkreis Osterholz stammt aus dem 19. Jahrhundert. Aktuell (2025) wird sie zum Wohnen und gewerblich genutzt.
Die Gebäude stehen unter Denkmalschutz (siehe auch Liste der Baudenkmale in Lilienthal).

## Geschichte und Beschreibung
Lilienthal geht auf die Gründung des Klosters Lilienthal im 13. Jahrhundert zurück. Im Zentrum des Ortes gab es mehrere Hofanlagen um die Klosterkirche, nur wenige blieben erhalten.
Die ehemalige Hofanlage besteht aus
- dem eingeschossigen traufständigen Wohn- und Wirtschaftsgebäude von 1850 (Inschrift) als typisches Zweiständer-Hallenhaus in Fachwerk mit Steinausfachungen und reetgedecktem Krüppelwalmdach sowie Grooter Door mit Korbbogen,[2]
- der eingeschossigen traufständigen kleinen Scheune aus der Mitte des 19. Jh. in Fachwerk mit Steinausfachungen und ziegelgedecktem Walmdach.[3]